# From the Inside (Poco)
| Recensione              | Giudizio      |
| ----------------------- | ------------- |
| AllMusic                | [ 1 ]         |
| Sputnikmusic            | 2.5 (Average) |
| Dizionario del Pop-Rock | [ 3 ]         |
| 24.000 dischi           | [ 4 ]         |

From the Inside è un album dei Poco, pubblicato dalla Epic Records nel settembre del 1971.
L'album raggiunse la cinquantaduesima posizione (2 ottobre 1971) della Chart Billboard 200.

## Tracce
Lato A
1. Hoe Down – 2:05 (Richie Furay, Rusty Young)
2. Bad Weather – 5:01 (Paul Cotton)
3. What Am I Gonna Do – 3:46 (Richie Furay)
4. You Are the One – 3:50 (Richie Furay)
5. Railroad Days – 3:36 (Paul Cotton)

Lato B
1. From the Inside – 3:11 (Timothy B. Schmit)
2. Do You Feel It Too – 5:32 (Richie Furay)
3. Ol' Forgiver – 3:39 (Paul Cotton)
4. What if I Should Say I Love You – 3:40 (Richie Furay)
5. Just for Me and You – 3:34 (Richie Furay)

Edizione CD del 2013, pubblicato dalla Iconoclassic Records (ICON 1035)
1. Hoe Down – 2:07 (Richie Furay, Rusty Young)
2. Bad Weather – 5:04 (Paul Cotton)
3. What Am I Gonna Do – 3:49 (Richie Furay)
4. You Are the One – 3:52 (Richie Furay)
5. Railroad Days – 3:38 (Paul Cotton)
6. From the Inside – 3:13 (Timothy B. Schmit)
7. Do You Feel It Too – 5:35 (Richie Furay)
8. Ol' Forgiver – 3:42 (Paul Cotton)
9. What If I Should Say I Love You – 3:36 (Richie Furay)
10. Just for Me and You – 3:44 (Richie Furay)
11. C'mon – 2:54 (Richie Furay) – Bonus Track - brano inedito, versione studio
12. A Man Like Me – 3:36 (Richie Furay) – Bonus Track - brano inedito, versione studio

## Formazione
- Richie Furay - chitarra, voce
- Paul Cotton - chitarra, voce
- Rusty Young - chitarra steel, chitarra, voce
- Timothy B. Schmit - basso, voce
- George Grantham - batteria, voce

Musicista aggiunto
- Jay Spell - pianoforte

Note aggiuntive
- Steve Cropper - produttore
- Registrazioni effettuate al Trans Maximus, Inc. Studios di Memphis (Tennessee) ed al Columbia Studios di San Francisco (California)
- Lacy O'Neal, Charlie Bragg e Roy Segal - ingegneri delle registrazioni
- Jim Gaines - consulente audio
- Kathy Johnson - copertina frontale album
- Barry Feinstein e Tom Wilkes (Camouflage Productions) - fotografie e design album[10]